# GSC2624-1480
GSC2624-1480 — хімічно пекулярна зоря спектрального класу ?, що має видиму зоряну величину в смузі V приблизно 10,1.

## Пекулярний хімічний вміст
Зоряна атмосфера GSC2624-1480 має підвищений вміст Si.